# Roland (Oklahoma)
Pour les articles homonymes, voir Roland (homonymie).
Roland est une ville du comté de Sequoyah, dans l'État d'Oklahoma, aux États-Unis,. En 2010, elle compte une population de 3 169 habitants.

## Histoire
Cette région était une communauté rurale dispersée dans la nation Cherokee au cours du XIXe siècle, jusqu’en 1888, lorsque le Kansas and Arkansas Valley Railway (KAVR) construit une ligne de chemin de fer la traversant.
Un bureau de poste a été établi dans la ville en 1902, et la ville s’est rebaptisée Roland en 1904. Le recensement de 1910 a enregistré 228 habitants.

## Démographie
Lors du recensement de 2010, la ville comptait une population de 3 169 habitants, tandis qu'en 2019, elle est estimée à 3 911 habitants.